# Matteo Madao
Matteo Madao (Ozieri, 17 ottobre 1733 – Cagliari, 1800) è stato un religioso, scrittore e intellettuale italiano.

## Biografia
Matteo Madao nacque a Ozieri il 17 ottobre 1733 da Pietro e Martina Sanna. Intraprese gli studi di grammatica e retorica nel paese natale e, il 18 aprile 1753, entrò nella Compagnia di Gesù e nel 1755 a Cagliari prese gli ordini presso l'Ordine dei Frati Minori. Insegnò grammatica in vari collegi ad Iglesias e Alghero. Nel 1763 a Sassari completò i suoi studi di filosofia e teologia.
Nel 1782 pubblicò uno studio scientifico sulla lingua sarda Il ripulimento della lingua sarda lavorato sopra la sua analogia colle due matrici lingue la greca e la latina. E, ispirandosi alle opere del Charles Rollin, si dedicò agli studi sulla lingua sarda. Dopo la morte, aveva lasciato due dizionari inediti uno "di sarde voci" e l'altro intitolato "centomila vocaboli sardi". 
Nel 1787 aveva pubblicato Le armonie de' Sardi un testo fondamentale sulle tradizioni ed il patrimonio poetico e musicale della Sardegna, contenente il primo trattato sulla metrica sarda.

## Opere
- Saggio d'un'opera intitolata il ripulimento della lingua sarda, Cagliari, 1782
- Le Armonie de' sardi opera dell'abate Matteo Madau, Cagliari, Reale Stamperia, 1787.
- Versione de Su Rithmu Eucaristicu cum paraphrasi in octava rima facta dai su latinu in duos principales dialectos, Cagliari, 1791
- Dissertazioni storiche, apologetiche, critiche delle sarde antichità scritte dall'abate Matteo Madao, Cagliari, Reale Stamperia, 1792.
- Relazione dell'invasione della Sardegna tentata dai Francesi nel 1793